# Patrioții.ue
Patrioții.ue (franceză Patriotes.eu), cunoscut anterior ca Partidul Identitate și Democrație (ID) și ca Mișcarea pentru o Europă a Națiunilor și Libertății (MENF), este un partid politic european naționalist, populist de dreapta și eurosceptic fondat în 2014. Membrii săi din Parlamentul European au făcut parte din grupul Europa Națiunilor și Libertății între 2015 și 2019, după aceea din grupul Identitate și Democrație între 2019 și 2024; ca urmare a alegerilor europarlamentare din 2024, majoritatea eurodeputaților acestui partid fac parte din grupul Patrioți pentru Europa.

## Istorie

### Anii 2010
În urma alegerilor pentru Parlamentul European din 2014, partidele afiliate Alianței Europene pentru Libertate au încercat fără succes să formeze un grup politic al Parlamentului European. După ce au format fără succes un grup, Adunarea Națională (fostul Front Național), Liga Nordului, Partidul Libertății din Austria, Vlaams Belang și Partidul Civic Conservator au format MENF.
Mai târziu, în 2014, au decis să creeze o nouă structură la nivel european, care a devenit Mișcarea pentru o Europă a Națiunilor și a Libertății. Partidul Olandez pentru Libertate (PVV) a ales să facă parte din acest partid paneuropean, deoarece a refuzat să fie finanțat de Uniunea Europeană. Congresul Noii Dreapte (KNP) din Polonia, a susținut inițial că va face parte din noua alianță, dar a fost acuzat într-un comunicat de presă de către Adunarea Națională din Franța că a răspândit afirmații false în mass-media poloneză și austriacă. În cele din urmă, KNP a luat parte la crearea noului grup parlamentar al partidului, deoarece fostul său lider Janusz Korwin-Mikke a fost demis din partid pentru a fi înlocuit de Michal Marusik.
A fost recunoscut de către Parlamentul European în 2015. Subvenția sa maximă de la PE pentru anul 2015 a fost de 1,170,746 de euro plus 621,677 euro pentru fundația sa politică afiliată, Fondation pour une Europe des Nations et des Libertés.
Pe 16 iunie 2015, grupul europarlamentar Europa Națiunilor și Libertății a fost creat în Parlamentul European de către membri MENF (RN, FPÖ, LN, VB) precum și PVV, KNP-ul din Polonia și un fost membru al UKIP, Janice Atkinson.
Primul congres al mișcării a avut loc la 28 iunie 2015 la Perpignan, Franța, reunind câțiva deputați europeni de la Adunarea Națională, precum și câțiva dintre reprezentanții săi locali și naționali; obiectivul acestei întâlniri a fost în principal realizarea primului an de acțiune al europarlamentarilor Adunării Naționale în trecere în revistă.
Pe 15 septembrie 2015, partidul flamand Vlaams Belang (VB) și mișcarea au organizat un colocviu despre suveranitate care a avut loc în Parlamentul Flamand cu liderul VB Tom Van Grieken, europarlamentarul Gerolf Annemans, membrul VB Barbara Pas și liderul Adunării Naționale Marine Le Pen. Toate partidele flamande au aprobat vizita lui Marine Le Pen la Parlamentul Flamand, deși președintele Parlamentului Flamand Jan Peumans (N-VA) a decis să nu facă parte din acest colocviu.
Pe 21 noiembrie 2015, grupul de reflecție al MENF „Fundația pentru o Europă a Națiunilor și a Libertății” a organizat un colocviu („L’euro, un échec inéluctable?”) despre euro și cum ar putea fi un eșec inevitabil. Jacques Sapir a participat, printre altele, la acest colocviu. FENF, prezidat de Gerolf Annemans, a organizat un alt colocviu la 2 aprilie 2016 la Paris, care se ocupă de reprezentarea sindicală și dezvoltarea organizațiilor profesionale în Franța.
Al treilea colocviu al mișcării a avut loc pe 4 martie 2016 în Parlamentul flamand cu liderul VB Tom Van Grieken și liderul PVV Geert Wilders. Acest colocviu intitulat „Freedom” („Vrijheid”) a tratat despre libertățile din Europa și despre modul în care acestea ar fi amenințate de imigrația din „țări cu culturi care sunt fundamental diferite de cea europeană”.
Partidele membre ale mișcării și aliații s-au întâlnit în iulie 2016 la Viena, un eveniment găzduit de FPÖ din Austria. Adunarea Națională a Franței, Liga Nordului a lui Matteo Salvini, AfD-ul german, Vlaams Belang din Belgia, Partidul pentru Libertate din Olanda au fost prezente printre care și alți politicieni independenți și partide europene mai mici.
Potrivit Politico, mișcarea datora în 2016 Parlamentului European 535.818 euro. Motivele invocate de Politico au fost utilizarea interzisă a granturilor europene de către partidul MENF pentru finanțarea partidelor politice naționale și a campaniilor pentru referendum. Partidul a negat cu fermitate aceste acuzații spunând că trebuie doar să dea înapoi Parlamentului European fondurile UE neutilizate.

### Anii 2020
În 2019, partidul s-a extins aderând la el Partidul Poporului Conservator din Estonia în febuarie, Suntem o Familie în martie și Liga în septembrie. După alegerile europarlamentare din 2019 partidul a fost redentumit în Partidul Identitate și Democrație, afiliat grupului cu același nume.
În iulie 2020 partidul naționalist Chega s-a alăturat.
În iulie 2023, Alternativa pentru Germania (AfD) s-a alăutrat oficial Partidului ID, și a fost membru al grupului europarlamentar ID din 2019.
În ianuarie 2024, Partidul Național Slovac și partidul bulgar Renașterea s-au alăutrat Partidului ID. S-au retras însă la scurt timp.
În iunie 2024, AfD a părăsit Partidul ID anticipând o excludere a sa din partid după excluderea din grupul ID.
În august 2024, Partidul ID a fost redenumit în Patrioții.ue, cu un nou manifest adoptat. Noile statute publicate de către Parlamentul European au relevat că Gerolf Annemans de la Vlaams Belang o să continue ca președinte, Catherine Griset de la Adunarea Națională primind postul de trezorier. Libertate și Democrație Directă și Partidul Național Slovac nu mai figurează pe lista de membri.

## Platformă
Platforma Patrioții.ue se bazează pe construirea unei Europe unite, respingând dezmembrarea completă a Uniunii Europene, însă critică activitățile actuale ale Uniunii Europene pe care o acuză că e ultraliberală și prea birocratică. Platforma de partid dorește să construiască o Europă care să fie compusă din națiuni care își mențin suveranitatea și identitatea.

## Partide componente
| Țara          | Partid                                                                              | Mandate în Parlamentul European | Mandate în Parlamentul național |
| ------------- | ----------------------------------------------------------------------------------- | ------------------------------- | ------------------------------- |
| Austria       | Partidul Libertății din Austria Freiheitliche Partei Österreichs (FPÖ)              | 6 / 19                          | 46 / 183                        |
| Belgia        | Interestul FlamandVlaams Belang (VB)                                                | 3 / 22                          | 27 / 147                        |
| Estonia       | Partidul Poporului Conservator din Estonia Eesti Konservatiivne Rahvaerakond (EKRE) | 0 / 7                           | 11 / 101                        |
| Franța        | Adunarea Națională Rassemblement national (RN)                                      | 30 / 81                         | 142 / 577                       |
| Italia        | Liga Nordului Lega                                                                  | 8 / 76                          | 95 / 600                        |
| Portugalia    | Destul! Chega (CH)                                                                  | 2 / 21                          | 50 / 230                        |
| Țările de Jos | Partidul pentru Libertate Partij voor de Vrijheid (PVV)                             | 6 / 31                          | 37 / 150                        |

### Foști membri
- Bulgaria: 
  - Volea
  - Renașterea
- Republica Cehă:
  - Partidul Civic Conservator
  - Libertate și Democrație Directă
- Germania: Alternativa pentru Germania
- Grecia: Noua Dreaptă
- Polonia: Congresul Noii Drepte
- Slovacia:
  - Suntem o Familie
  - Partidul Național Slovac
- Regatul Unit: Mișcarea pentru Britania

## Legături externe
- Site Oficial Arhivat în 8 august 2022, la Wayback Machine.